# Cyamophila caraganae
Cyamophila caraganae är en insektsart som först beskrevs av Loginova 1964.  Cyamophila caraganae ingår i släktet Cyamophila och familjen rundbladloppor. Inga underarter finns listade i Catalogue of Life.